# Symphonie no 2 de Górecki
Pour les articles homonymes, voir Symphonie no 2.
La Deuxième Symphonie, ou Symphonie « Copernicienne » (opus 31) est une œuvre pour soprano et baryton solo, chœur mixte et orchestre, composée par Henryk Górecki en 1972 pour célébrer le 500e anniversaire de la naissance de Nicolas Copernic.
Composée à la demande de la fondation Kosciuszko de New York, elle comprend des textes issus des psaumes 145, 6 et 135, ainsi qu'un extrait du livre de Copernic, Des révolutions des sphères célestes, paru en 1543.

## Historique
La première mondiale eut lieu à Varsovie, en Pologne, le 22 juin 1973, avec la soprano Stefania Woytowicz et le baryton Andrzej Hiolski, accompagnés du National Philharmonic Orchestra and Chorus dirigé par Andrzej Markowski.

## Structure
1. Premier Mouvement
2. Second Mouvement

## Discographie
| Année | Soprano          | Baryton        | Chef d'orchestre | Orchestre                                                          | Label                    |
| ----- | ---------------- | -------------- | ---------------- | ------------------------------------------------------------------ | ------------------------ |
| 1993  | Emese Soós       | Tamás Altorjay | Tamás Pál        | The Fricsay Symphonic Orchestra & The Bartók Chorus                | Stradivarius, 1993, 2001 |
| 2000  | Zofia Kilanowicz | Andrzej Dobber | Antoni Wit       | Orchestre philharmonique de Varsovie & Silesian Philharmonic Choir | Naxos, 2001              |